# هارولد برينان
هارولد برينان (بالإنجليزية: Harold Brennan)‏ هو سياسي أسترالي، ولد في 1905، وتوفي في 1979.